# Cartuja de Granada
El Real Monasterio de Nuestra Señora de la Asunción de la Cartuja, situado en la ciudad española de Granada, albergó a una comunidad de monjes cartujos desde su fundación en el siglo XVI hasta la exclaustración del año 1835. Aunque mezcla diversos estilos, representa una de las cumbres de la arquitectura barroca española. 
Actualmente, está considerada como Bien de Interés Cultural fue declarado Monumento histórico-artístico perteneciente al Tesoro Artístico Nacional mediante decreto de 3 de junio de 1931.

## Historia
Surgió por la decisión que tomó en 1458 la comunidad del monasterio de Santa María de El Paular y se comenzó a construir en 1506 una vez que se fijó su emplazamiento, tras la cesión de unos terrenos por el Gran Capitán, Gonzalo Fernández de Córdoba. El emplazamiento actual no corresponde a los terrenos cedidos por el Gran Capitán por lo que éste se desentendió del proyecto. En 1516 se reiniciaron las obras que durarían tres siglos sin llegar a acabar el proyecto inicial, y del que sólo se conserva parte, porque en 1842 fue destruido el claustro y las celdas de los monjes, y afectando a la casa prioral que fue destruida totalmente en 1943. Estuvo habitada hasta 1835 momento en el que los monjes fueron expulsados de la misma.[cita requerida] Su construcción duró desde el siglo XVI hasta el siglo XIX.

## Descripción

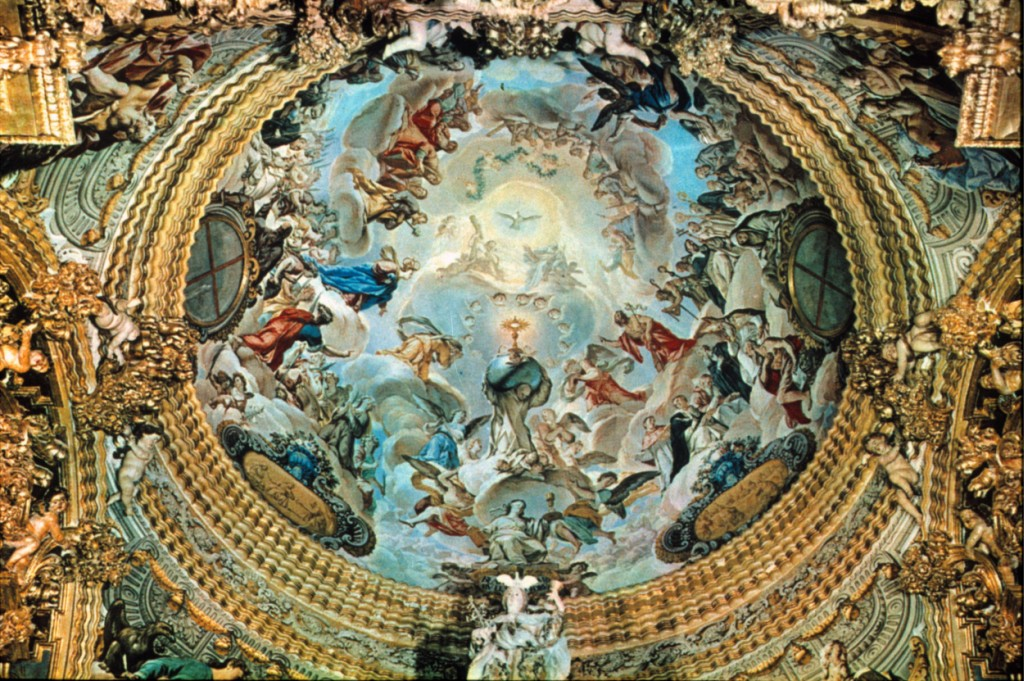
Cúpula del sagrario de la Cartuja de Granada, obra del pintor Antonio Palomino

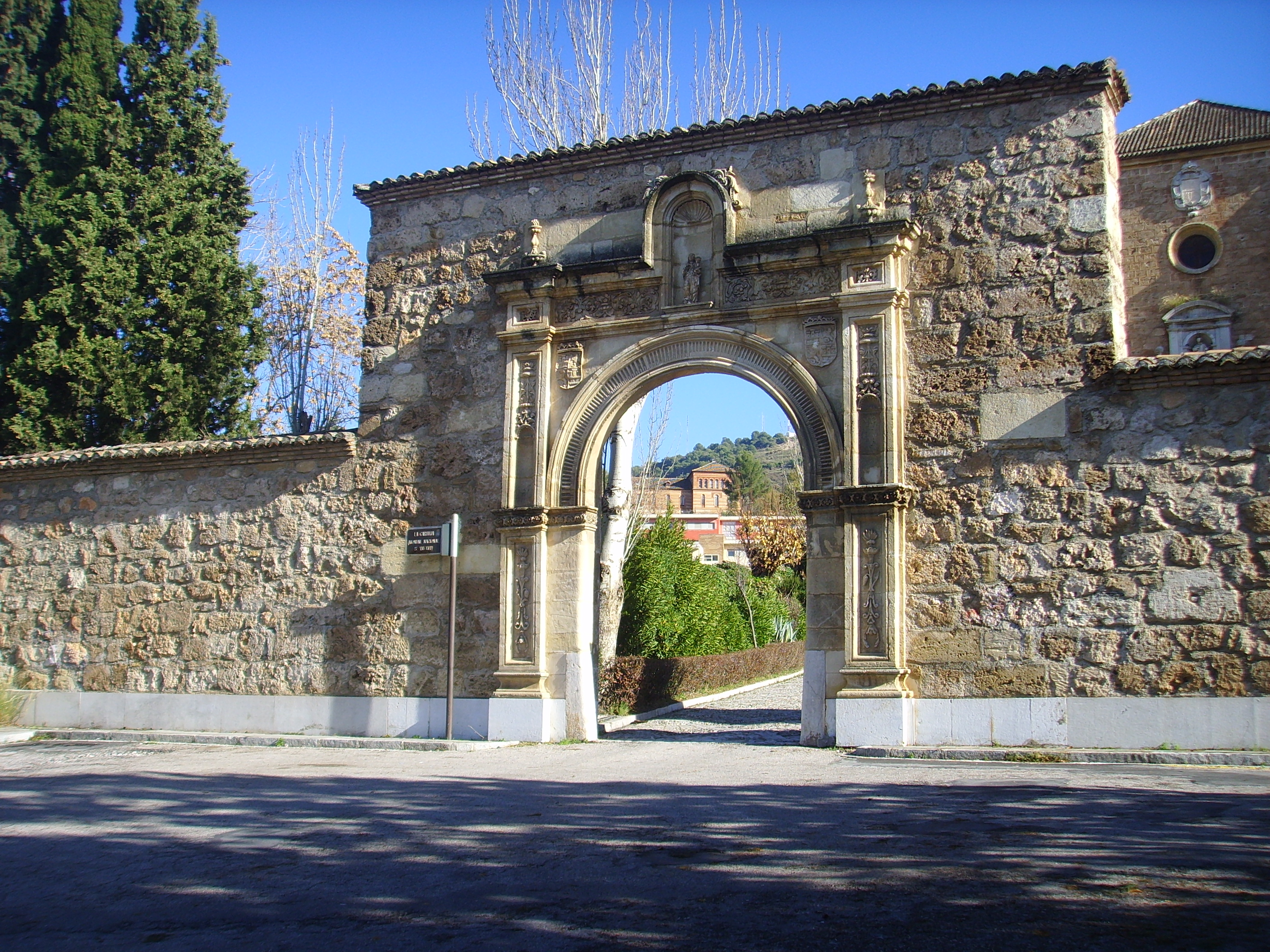
Entrada

De exuberante decoración, sus espacios más célebres son la iglesia, la sacristía, de autor desconocido, y el sagrario que es obra del maestro Francisco Hurtado Izquierdo y cuenta con una impresionante cúpula pintada por Antonio Palomino. El edificio alberga en su interior una importante colección de pinturas, entre las que destacan las del cartujo Juan Sánchez Cotán.
El edificio consta de las siguientes partes:
- Portada, es del siglo XVI y de estilo plateresco.
- Claustrillo, es del siglo XVII con arquería dórica.
- Refectorio, es de crucería gótica de aristones y los arcos de medio punto. Se encuentra decorada con obras de Juan Sánchez Cotán.
- Sala de San Pedro y San Pablo o de profundis, cuenta con un retablo pintado también por Sánchez Cotán.
- Capilla de Legos, construida entre 1517 y 1519 por fray Alonso de Ledesma con estilo de último gótico. Adornada por cuadros de Vicente Carducho.
- Sala capitular, con bóveda de crucería y cuadros de Carducho.
- Capillas, son tres en total situadas en el claustrillo.
- Iglesia, se inicia su construcción a mediados del siglo XVI y finaliza en 1602. Está dividida en tres partes, cada una de ellas con un acceso diferente.
- Sancta Sactorum o Sagrario.
- Sacristía, comenzó a construirse en 1727 y se terminó en 1764. Ricamente ornamentada, es digno exponente de la fase final del barroco español. En la cúpula, pintada por Tomás Ferrer en 1735, destacan San Bruno, San Juan y otros fundadores de la Orden de los Cartujos.

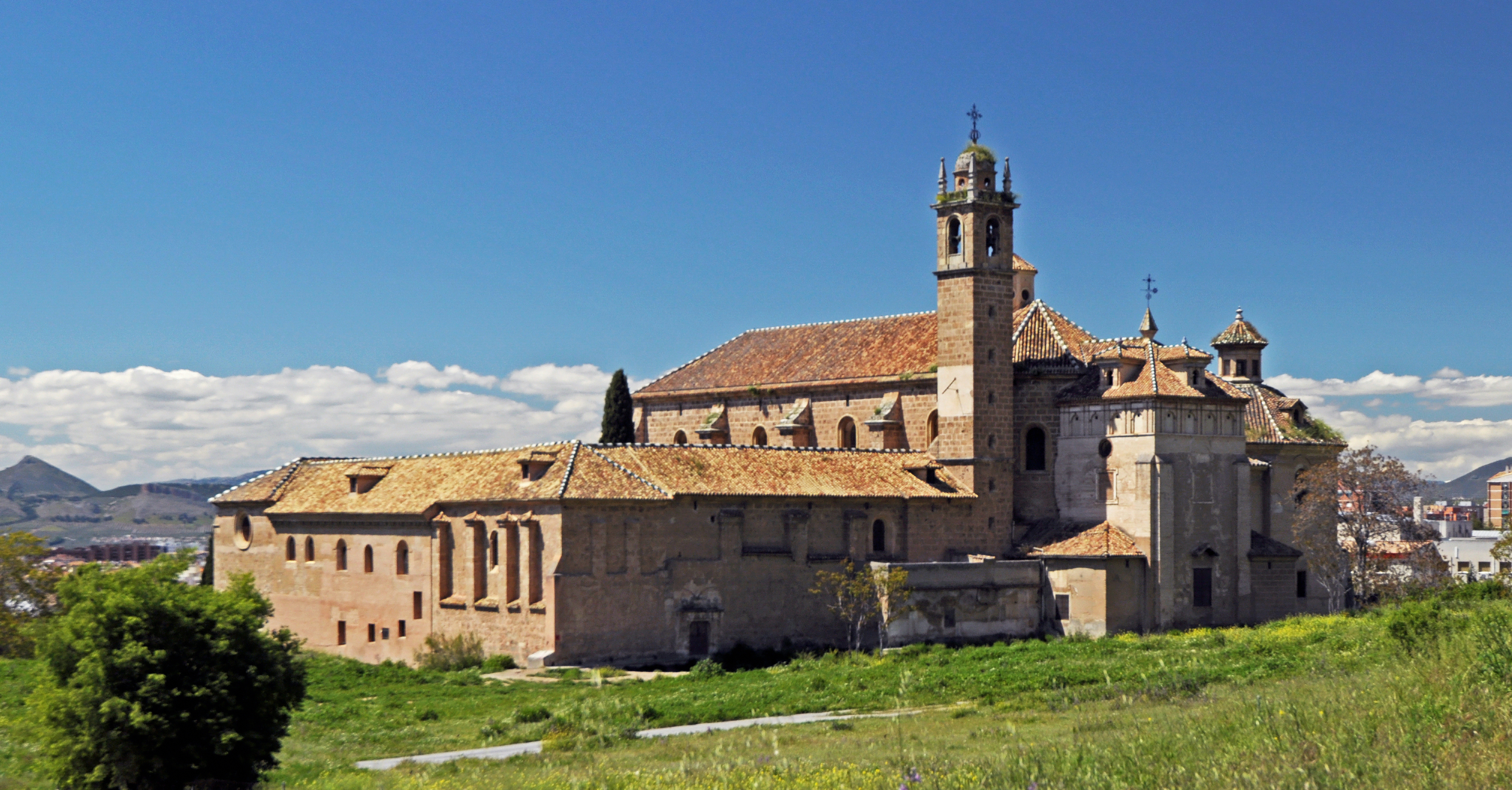
Vista del monasterio desde el sur-este
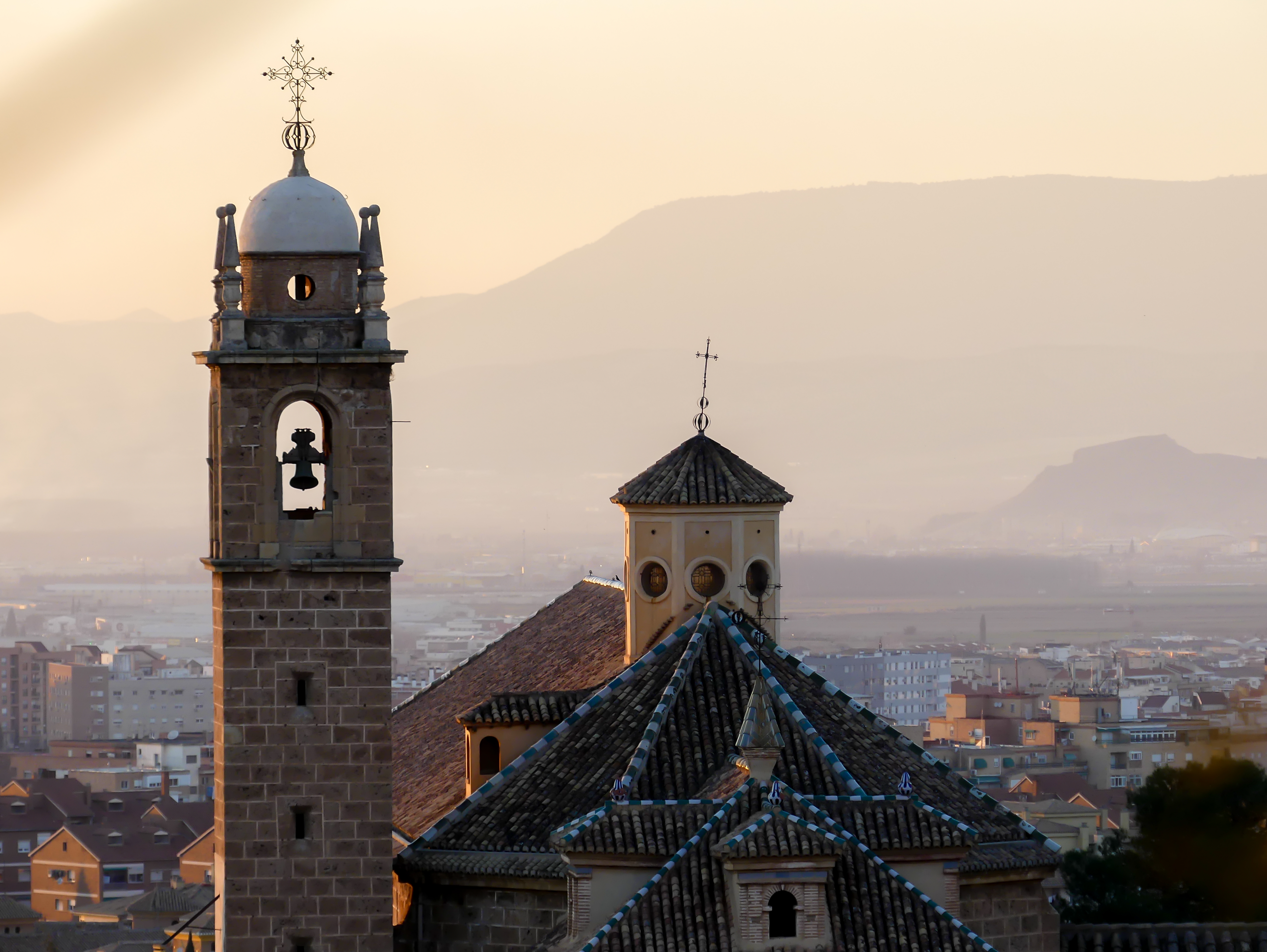
Detalle de los tejados y torre
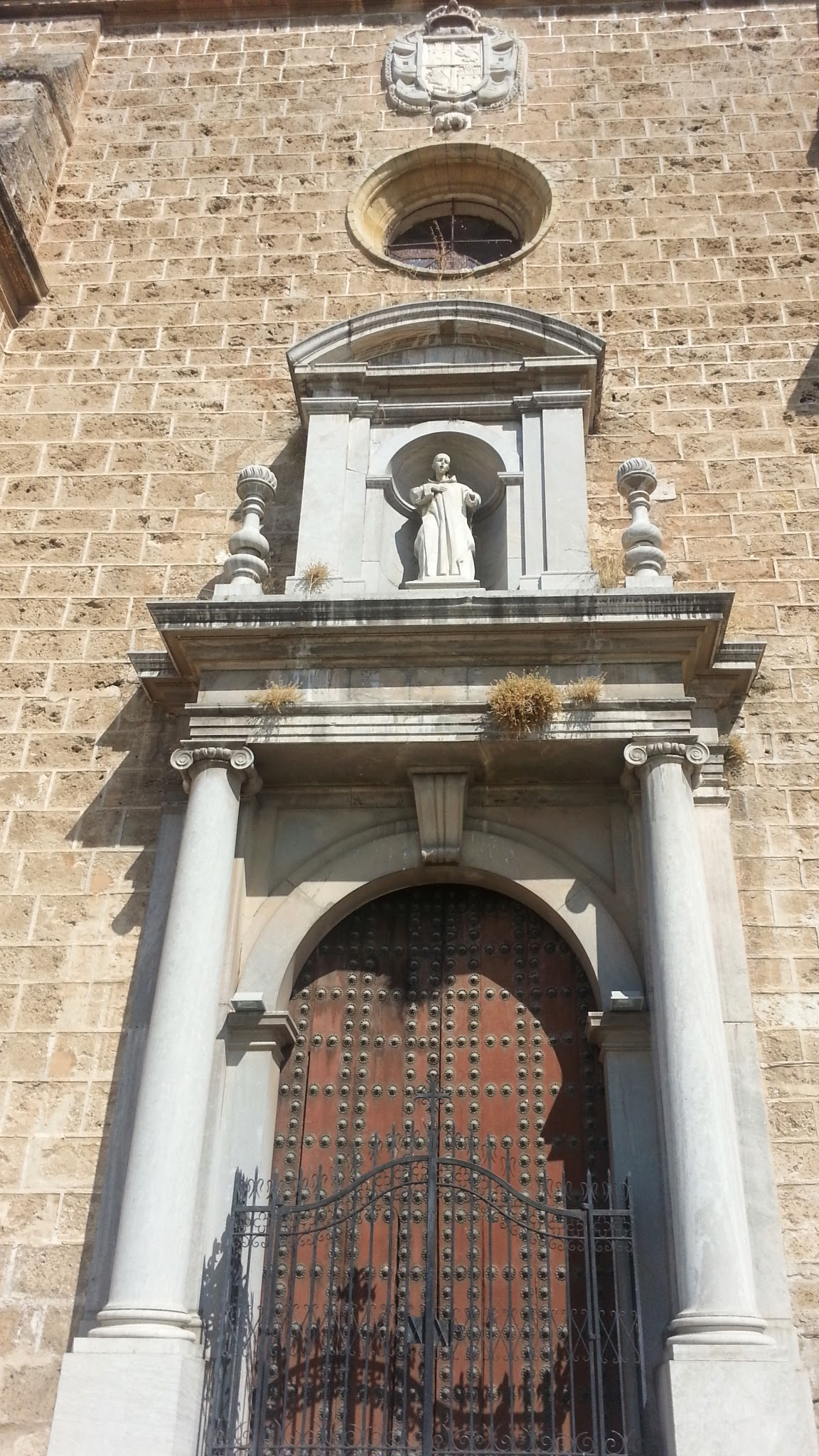
Puerta principal
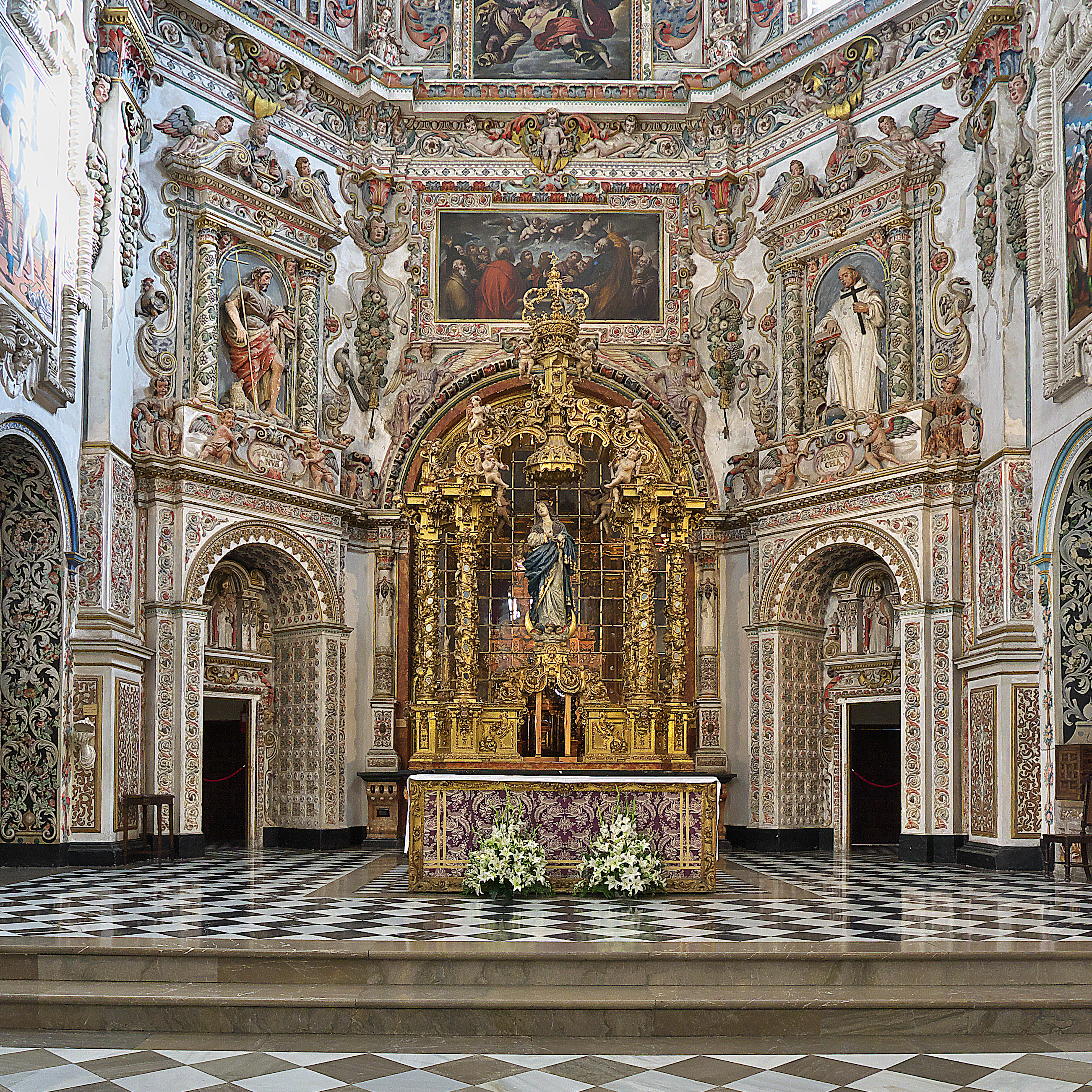
Presbiterio
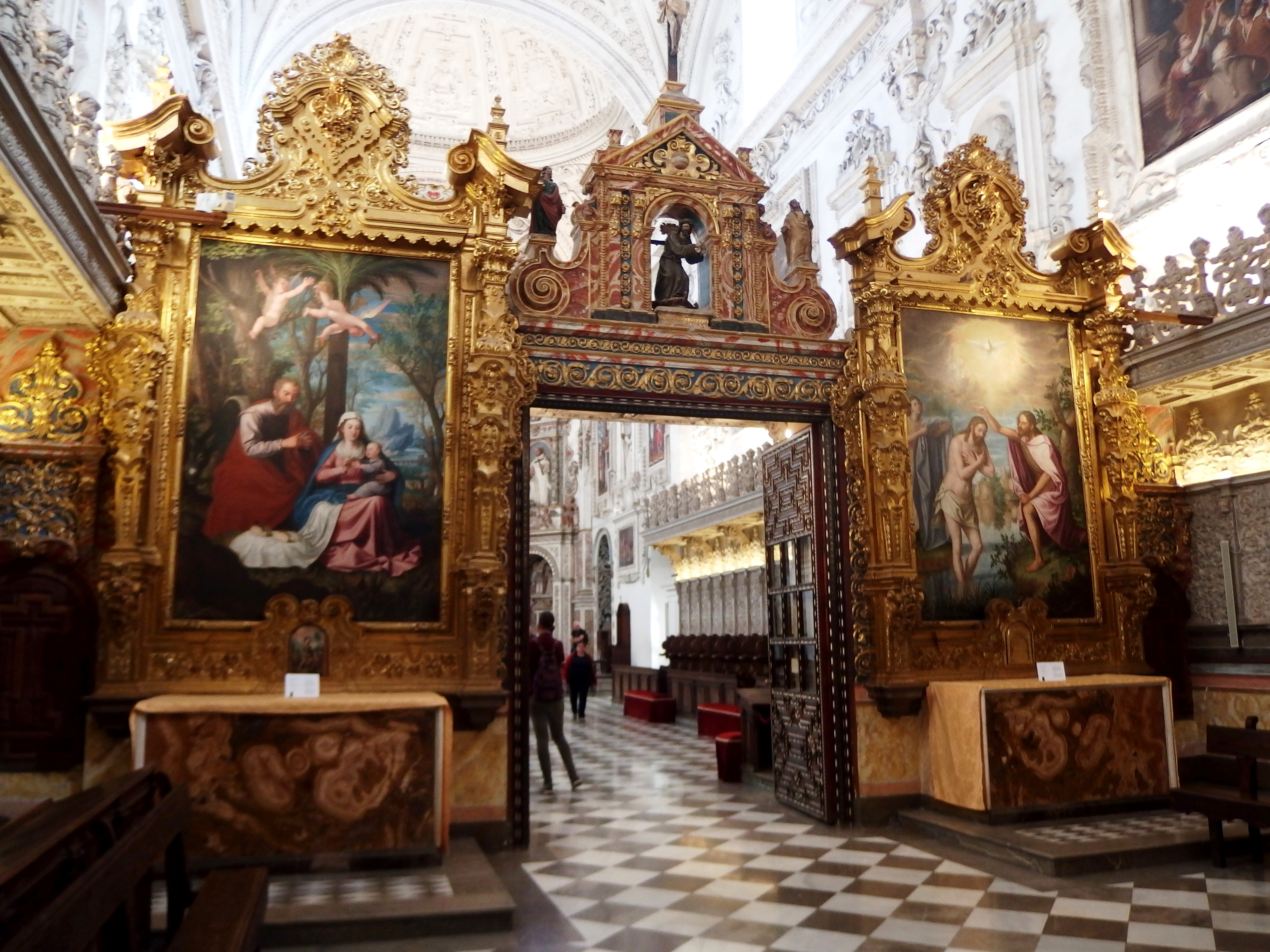
Coro Alto
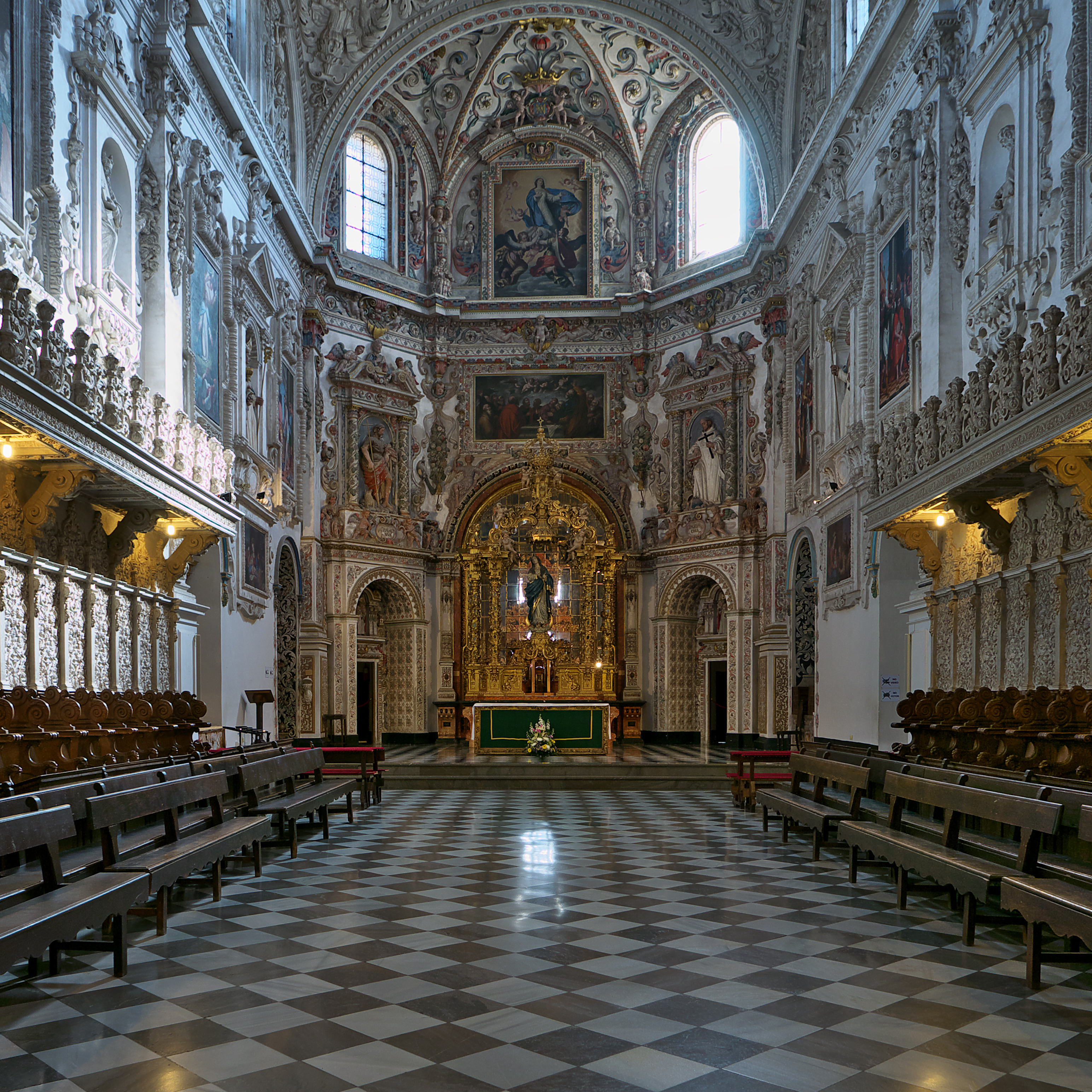
Interior
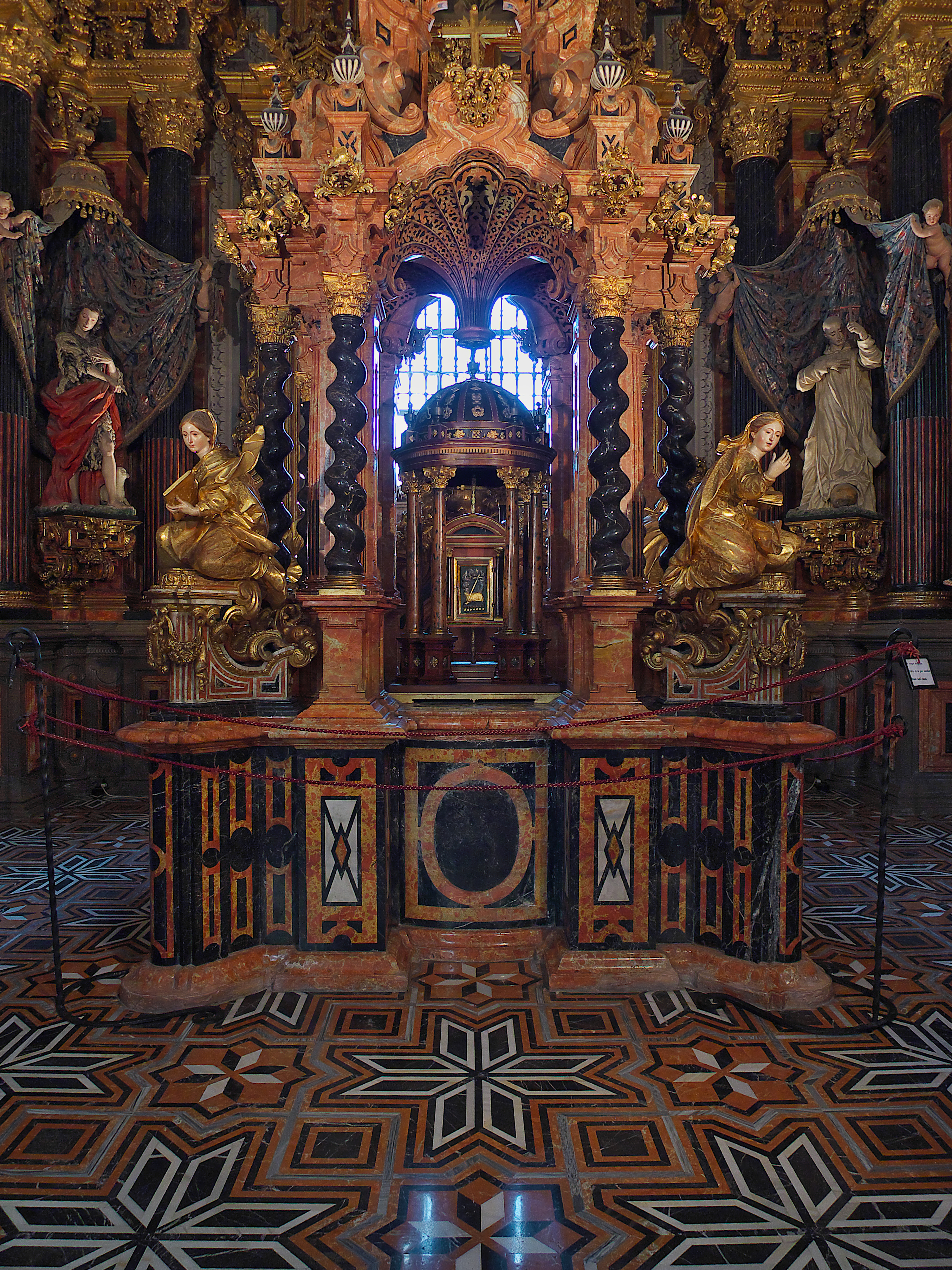
Sagrario
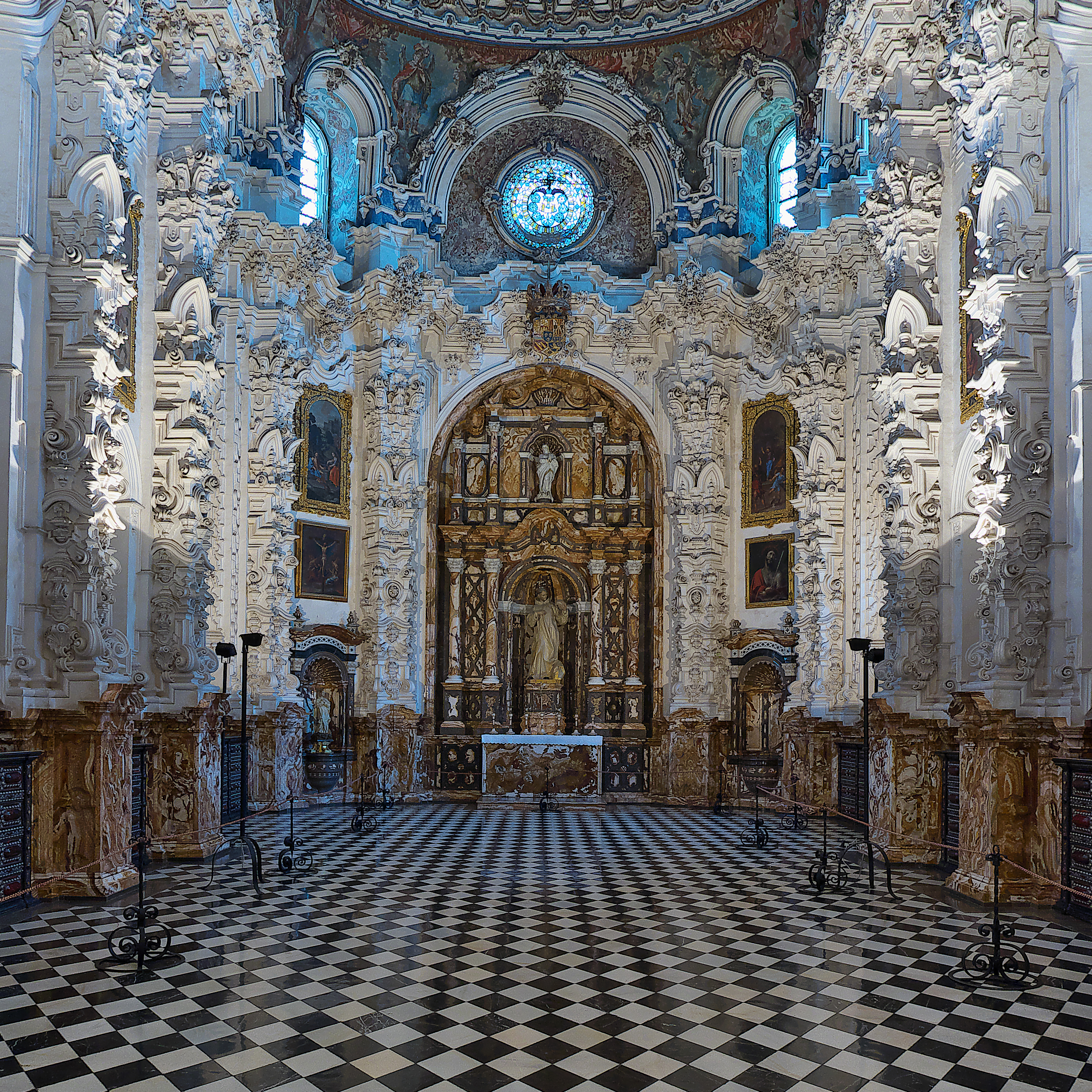
Sacristía